# Pfarrkirche Purgstall

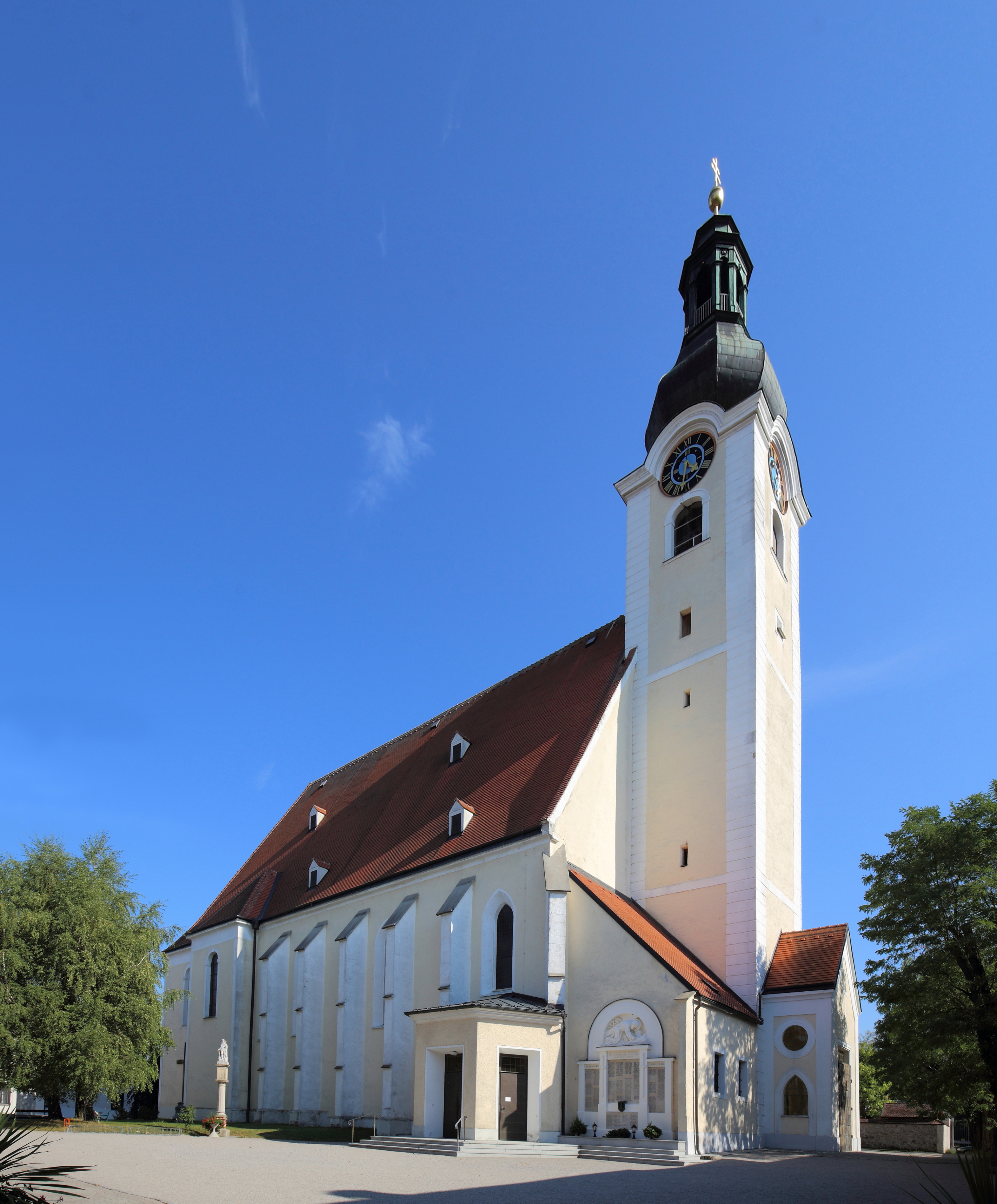
Pfarrkirche hl. Petrus in Purgstall

Die römisch-katholische Pfarrkirche Purgstall steht auf dem Kirchenplatz in der Ortsmitte von Purgstall in der Marktgemeinde Purgstall an der Erlauf in Niederösterreich. Die Pfarrkirche hl. Petrus gehört zum Dekanat Scheibbs in der Diözese St. Pölten. Das Kirchengebäude steht unter Denkmalschutz.

## Geschichte
Urkundlich wurde 1158 eine Filialkirche genannt. 1261 gehört die Kirche zum Vikariat von Petzenkirchen. Im 16. Jahrhundert stand die Kirche unter dem Patronat der protestantischen Herren von Auersperg. 1689 wurde die Kirche zur Pfarrkirche erhoben.

## Architektur
Kirchenäußeres
Der spätgotische wuchtige Kirchenbau unter einem steilen und im Osten abgewalmten Ziegeldach mit der Hauptbauphase von 1418 bis 1450 hat abgetreppte Strebepfeiler und Spitzbogenfenster und beinhaltet bis 1450 auch das nördliche spitzbogige und verstäbte Seitenportal. Das südliche schulterbogige und verstäbte Seitenportal entstand um 1510. Beide Seitenportale erhielten 1848 polygonale Vorhallen. Der ehemalige gotische Chor wurde von 1712 bis 1719 mit einem Umbau nach den Plänen des Architekten Jakob Prandtauer mit einem barocken zweijochigen Chor in der Breite des Langhauses und einem flachen Dreiseitschluss ersetzt. Dabei wurde der außen strebepfeilerfreie Chor im westlichen Joch querschiffartig auf die Tiefe der Strebepfeiler des Langhauses erweitert. Der spätgotische Westturm mit nur vom Dachboden des Langhauses aus sichtbaren Maßwerkfenstern aus dem 15. Jahrhundert zeigt eine Ortbänderung und wurde 1712 im Stil des Barock mit einem Glockengeschoß, mit Uhrengiebeln und einer Laternenzwiebelhaube umgestaltet. Das Turmerdgeschoß erhielt 1792 ein rundbogig ausgebrochenes Turmportal mit einer Eisenplattentüre und erhielt wie die Seitenportale 1848 eine rechteckige Vorhalle mit fein geschichteten Seitengewändeöffnungen. In den Turmwinkeln fluchten Kapellenanbauten, im Süden vermutlich im Kern gotisch, mit vermutlich ehemaliger Funktion als Karner. Nordseitig am Kapellenanbau ist ein hohes Kriegerdenkmal mit einem Relief Kreuztragender Christus vom Bildhauer Josef Schagerl senior (1923). An der Kirchensüdwand ist eine Wandmalerei Christus am Ölberg aus dem 16. Jahrhundert. Weiters gibt es zwei gemalte Sonnenuhren, eine mit 1695 bezeichnet, eine mit Gottvater aus dem 3. Viertel des 18. Jahrhunderts. Es gibt drei frühbarocke Grabsteine als figural gestaltete Inschriftsplatten.
Kircheninneres

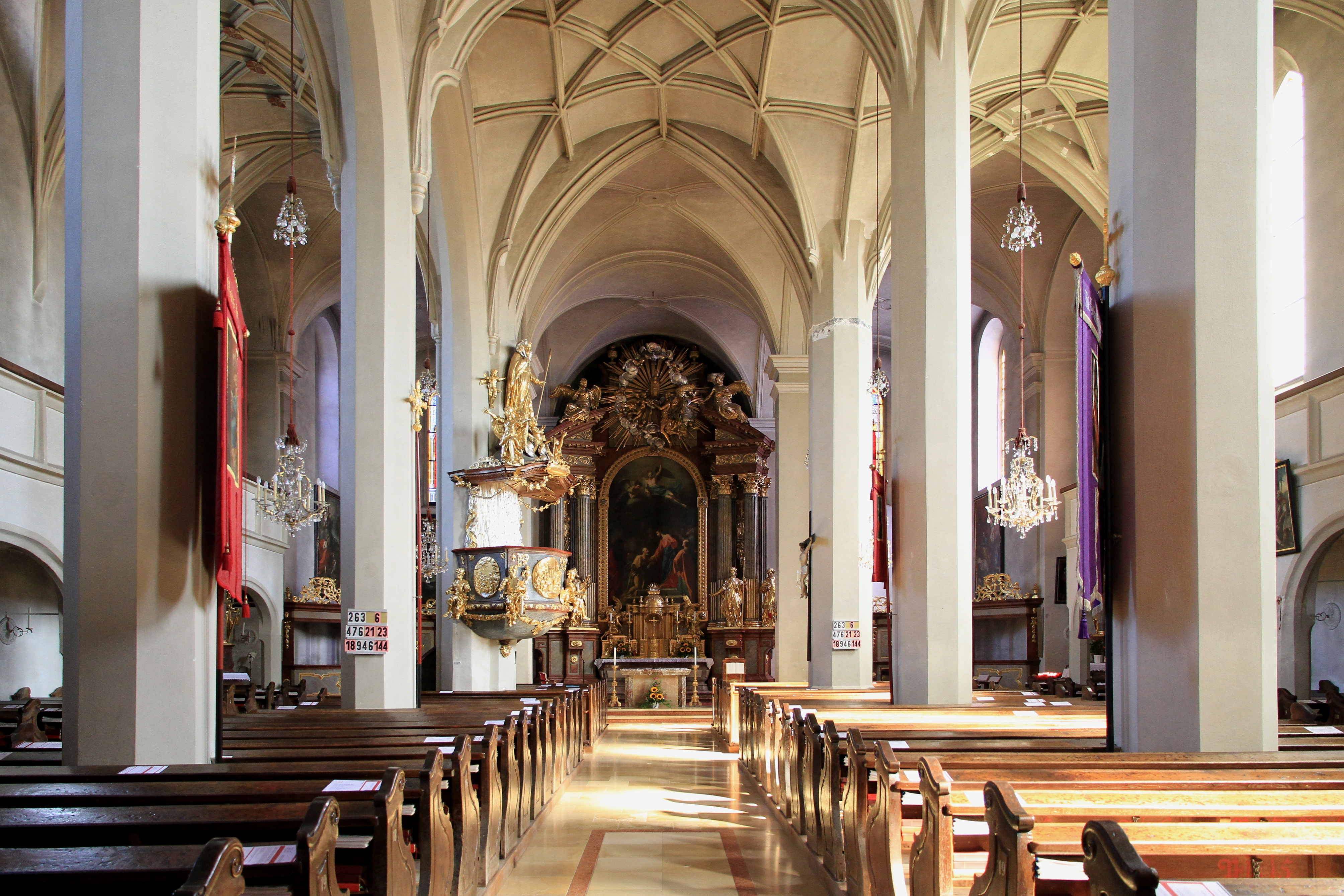
Innenansicht Richtung Hochaltar

Die monumentale dreischiffige Hallenkirche beeindruckt mit einem in gleicher Breite durchlaufenden Chor und einer dreiseitig eingestellten Empore. Das vierjochige Langhaus umfasst eine Westwand mit Empore und eine Nordwand aus der Bauzeit 1418/1450 und eine Südwand und der Einwölbung auf Oktogonalpfeiler um 1510. Das Gewölbe zeigt im Mittel- und Südschiff rasterartige Kassettenrippen mit Rautenakzenten und zum Teil gebrochenen Anläufen. Die nördliche Pfeilerreihe wurde in Scheidbögen übergeführt. Das Nordschiff zeigt ein niedrigeres, dichteres und unregelmäßigeres Rippennetz, welches mit bemalten Wappenschilder versehen ist, und an der Nordwand in einer sechsteiligen Wandfolge anläuft. Die dreiseitig umlaufende Empore aus der Bauzeit um 1418/1450 mit einer Kassettenbrüstung auf Pfeilerarkaden ist westseitig kreuzrippenunterwölbt und im Mittelschiff mit Spitzbogenarkaden geöffnet. Die längsseitigen Emporen aus der 1. Hälfte des 16. Jahrhunderts sind kreuzgratunterwölbt und rundbogig geöffnet und wurden 1848 um zwei korbbogige Achsen ostwärts erweitert. Die drei Triumphbögen am Übergang vom Langhaus zum Chor sind spätgotisch profiliert. Der hallenartige Chor ist mit einem Kreuzgratgewölbe auf schlanken Quadratpfeilern und Pilastern überwölbt. Die an Chorhaupt angebaute Sakristei hat in beiden Geschoßen ein barockes Kreuzgratgewölbe, eine spätgotische Eisenplattentüre und zwei Lavabonischen mit Muscheldekor. Das kreuzgratgewölbte Turmerdgeschoß aus der 2. Hälfte des 13. Jahrhunderts ist vierseitig geöffnet, die Öffnungen zu den seitlichen Kapellen zeigen Spitzbogenarkaden. Die seitlichen zweijochigen Kapellen haben Stichkappentonnen auf Gurten auf Pilastern. Es gibt 12 stuckierte Weihekreuze aus 1689 bzw. 1719. Die neugotische Glasmalerei Maria und kreuztragender Christus schufen die Glasmaler C. H. Burkhardt und A. Ferstl (1859). Die Glasmalerei Herz Mariä und Herz Jesu schuf die Mayer’sche Hofkunstanstalt in München (1893). Die figürliche Glasmalereien in den seitlichen Turmkapellen schuf von 1955 bis 1957 die Firma Karl Knapp.

## Ausstattung

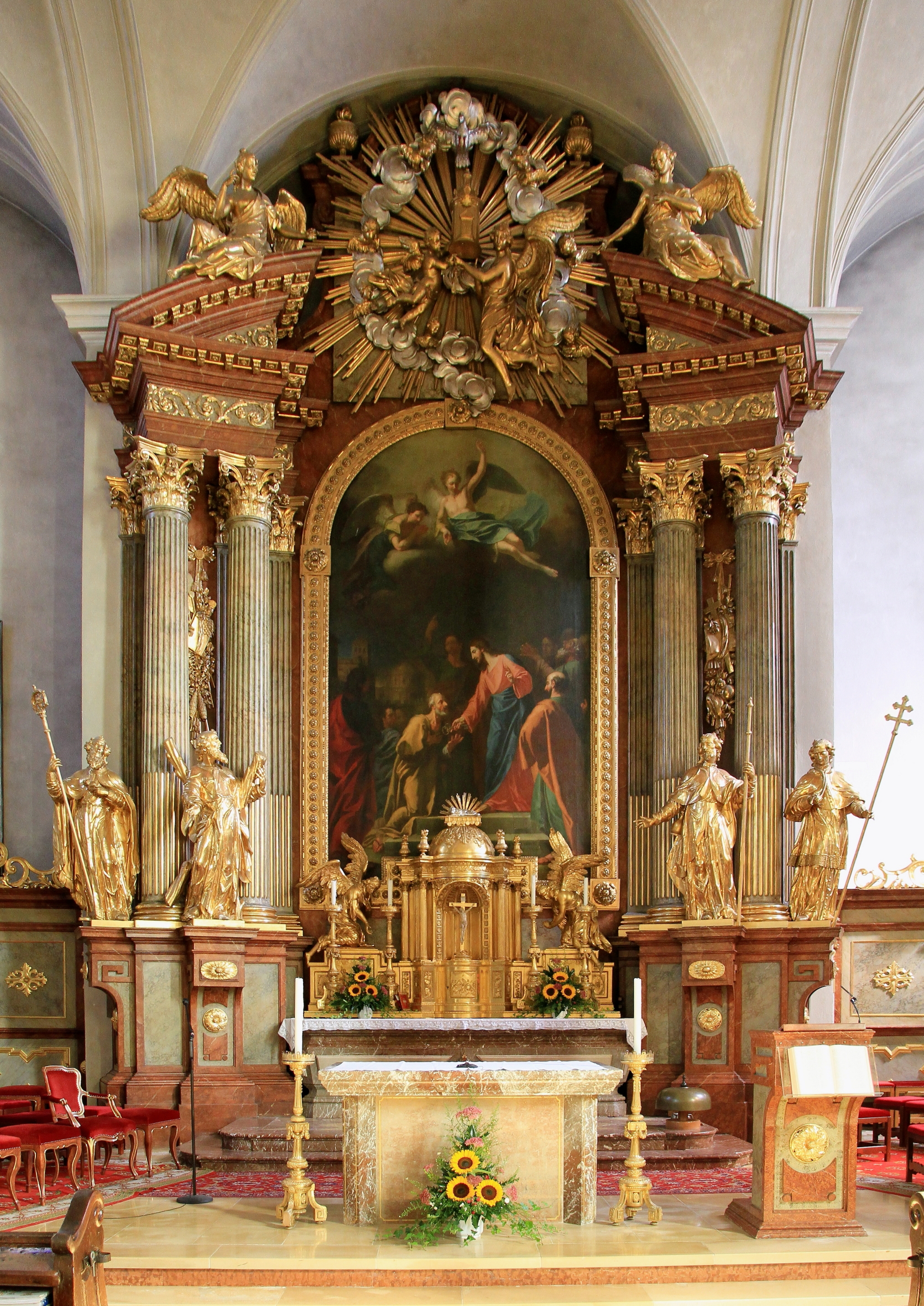
Hochaltar

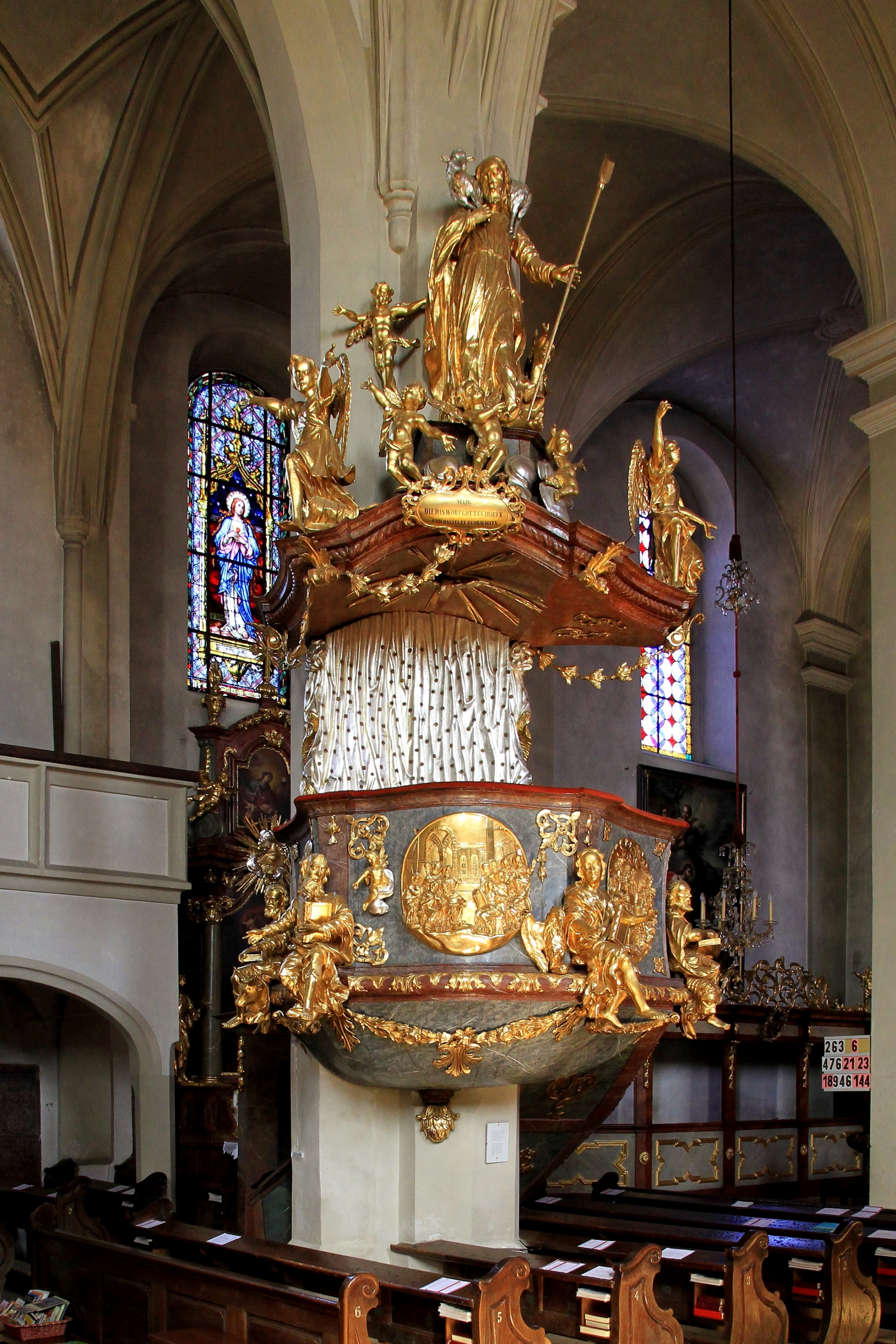
Rokokokanzel

Der 1785 geweihte Hochaltar ist ein monumentales frühklassizistisches Doppelsäulenretabel nach einem Entwurf des Architekten Andreas Zach und der Ausführung des Bildhauers Simon Reindl mit den Statuen Augustinus, Andreas, Jakobus und Karl Borromäus, mit einem Strahlenkranz mit Engeln im Sprenggiebelbereich und dem Tempietto-Tabernakel mit eucharistischen Szenen als Relief im Sockelbereich. Das Altarblatt Schlüsselübergabe an den hl. Petrus malte Carl Frister (1783).
Der linke spätbarocke Seitenaltar als Säulenretabel mit Volutenauszug aus 1764 trägt die Statuen Judas Thaddäus und Johannes Evangelist und zeigt das Altarblatt Tod der hl. Anna und das Oberbild hl. Barbara, beide von Martin Johann Schmidt (1763). Der rechte Seitenaltar in gleicher Bauart aus 1762/1763 trägt die Statuen Ferdinand und Leopold und zeigt das Altarblatt Tod des hl. Josef und das Oberbild hl. Katharina, beide von Franz Xaver Wagenschön.
Die Kanzel um 1760 mit einer frei stehenden Aufgangstür zeigt zwischen Evangelistenfiguren das Ovalreliefs Taufe Christi, zwölfjähriger Jesus im Tempel und Predigt des Johannes der Täufer, und trägt auf dem Schalldeckel die Figurengruppe Guter Hirte mit Engeln. Es gibt ein Kruzifix in barocken Formen. Für die Turmseitenkapellen schuf der Bildhauer Otto Moroder ein Kruzifix (1955) und eine Maria Immaculata (1957). Es gibt Leinwandbilder Taufe Christi und Noli me tagere aus der 3. Viertel des 17. Jahrhunderts. Das Leinwandbild Verkündigung malte Andrea Celesti im Ende des 17. Jahrhunderts. Die 15 Kreuzwegbilder sind aus 1734.
Die spätbarocke Orgel mit einem Rückpositiv mit 21 Registern schuf Ignaz Gatto der Jüngere (1792). Nach einem Umbau der Orgel (1884) wurde die Orgel mit Gerhard Hradetzky (1980) wiederhergestellt.